# 神舟六号
神舟六号载人飞船（简称神六）是中国“神舟”号系列飞船之一，是第二艘实际载人的飞船。“神舟六号”与“神舟五号”相比，取消了轨道舱前部的附加段，为推进舱、返回舱、轨道舱的三舱结构，内部装饰根据杨利伟的在轨体验进行了优化，重量基本保持在8吨左右。神舟六号于2005年10月12日用长征二号F运载火箭进行发射。它是中國中國第二艘搭載太空人的飛船，也是中国第一艘执行“多人多天”任务的载人飞船。这也是世界上人类的第243次太空飞行。

## 任务经过

### 发射
神舟六号飞船于北京时间（UTC+8）2005年10月12日上午9:00在酒泉卫星发射中心发射升空， 费俊龙和聂海胜两名中国航天员被送入太空，预计飞行时间为5天。先在轨道倾角42.4度、近地点高度200公里、远地点高度347公里的椭圆轨道上运行5圈，实施变轨后，进入343公里的圆轨道，绕地球飞行一圈需要90分钟，飞行轨迹投射到地图上呈不断向东推移的正弦曲线。轨道特性与神舟五号相同。

### 在轨
10月12日17时29分，航天员费俊龙打开神舟六号返回舱与轨道舱之间的舱门，进入轨道舱开展太空科学实验。
10月13日4时开始，航天员进行在轨干扰力试验，在舱内有意识加大动作幅度，以试验人的扰动对飞船姿态的影响。在进行了开关舱门、穿脱压力服、穿舱、抽取冷凝水四大项“在轨干扰力”试验后，航天员的活动对飞船姿态的影响很小，飞船可保持正常飞行，不需纠正飞船姿态。
10月14日清晨，神舟六号在第30圈进行变轨后的首次轨道维持，即根据轨道精测参数进行微量调整，使飞船回到预定的正常轨道。维持时，神六发动机共点火6.5秒，将飞船抬高了800米。
10月15日16时29分，胡锦涛与航天员费俊龙、聂海胜通话。18时05分，航天员向北京航天飞控中心传送他们拍摄的飞船太阳能帆板的数字图像。

### 着陆
完成预定飞行任务后，飞船采用升力再入方式返回内蒙古四子王旗阿木古郎牧场的主着陆场。神舟六号载人飞船返回地面需要经历4个阶段：制动飞行阶段、自由滑行阶段、再入大气层阶段、着陆阶段。在此次绕地飞行中，“神舟六号”的轨道舱与返回舱分离后，还将继续在轨飞行六个月时间，进行一系列科学实验。
由於第一次的載人航天器神舟五號在太空只飛行了一天，主着陸場的天氣變化可及時準確預測，因此未曾啟用副着陸場；神舟六號飛船將在太空飛行多天，氣象難以準確預測，因此酒泉卫星发射中心的副着陸場將啟用作後備着陸地點。为迎接飞船随时可能返回，地面共设置了13个着陆点。除内蒙古四子王旗和酒泉卫星发射中心主、副两个着陆场外，国内外还有11个应急着陆场。着陆场系统包括主、副着陆场分系统，陆上应急搜救分系统，海上应急搜救分系统，通信分系统和航天员医监医保分系统这5个分系统。
参与航天员搜救的装备包括：搜索救援直升机、搜索救护直升机、搜索摄录直升机、指挥调度车、航天员医监医保车、工程运输车、航天员运输车、返回舱吊车和小型搜索车。
为保证神六和两名宇航员安全回家，设计了4把巨型降落伞。返回舱在降落过程中，至少要先后打开引导伞、减速伞、主伞共3把伞，如果有必要，还要打开第4把备份伞。太空船返回舱降落伞能否顺利打开，直接关系着回收的成败。主伞不能一下子全部打开，否则会被高速气流吹破，返回舱也会被摔烂。太空船落地后也并非万事大吉，如果巨大降落伞被风吹鼓，就可能拖着返回舱快速滚动。为策安全，返回舱落地一刹那间，太空人发出指令，舱上的切割器会切断伞绳吊带，让降落伞独自飘落，保证返回舱不被伞拖走。
另外，根据神舟五號宇航员杨利伟提出的意见，为使神舟六号着陆时对太空人的冲击降至最小，舱内宇航员的座椅还首次安装了“赋形减震坐垫”，这是根据太空人形体不同特征量体制造的吸能座垫，可在发生撞击瞬间迅速分散人体的应力，避免人体损伤。
在2005年10月17日凌晨3时44分，太空船轨道舱与返回舱成功分离，并在3时45分，飞船的发动机成功点火，开始回航。在4时07分飞船推进舱与返回舱成功分离，返回舱自行重返地球。
在着陆期间，在四子王旗主着陆场的夜空一直有一个光点，仿如流星划过夜空。返回舱在4时13分经过大气层时，产生高温，形成通讯黑障区，一度暂停与控制中心联络，长达3分钟。在4时20分，返回舱打开主降落伞，在四子王旗主着陆场慢慢降落，在4时33分返回舱成功降落，返回舱落地时呈直立状态（这也是神舟飞船任务迄今为止仅有的两次返回舱呈直立而非倾倒状态之一，另一次为神舟十三号）。2名太空人费俊龙、聂海胜并向控制中心报平安，控制中心工作人员鼓掌庆祝。在约半小时后，搜救直升机首先发现返回舱，实际着陆地点较预计相差仅1公里。工作人员打开返回舱门后，医疗人员为2名太空人检查身体，并建议2人可以自行出舱。
与神舟五号太空人杨利伟不同，费俊龙首先穿着太空衣，自行爬出返回舱，向现场工作人员招手。聂海胜亦爬出舱门，走下铁梯。2人坐在椅子上，接受工作人员献花，并感谢大家的关心及热爱，费俊龙表示，这次太空之旅非常顺利，他们在太空舱内的工作及生活很好，现在身体状况不错。2名太空人在太空逗留了115.5小时，是神舟五号太空船飞行时间的5倍多，创造中国人在太空逗留最长的时间，圆满结束中国首次「多人多天」特点的太空旅程。费俊龙及聂海胜重返地面后，被直升机接走，跟着由专机送返北京，暂时被隔离14天。

## 主要人员

### 执行任务航天员
| 姓名   | 年龄 | 职责   |
| ------ | ---- | ------ |
| 费俊龙 | 40岁 | 指挥长 |
| 聂海胜 | 40岁 | 操作手 |

### 候补航天员

#### 第一梯队
| 姓名   | 年龄 | 职责   |
| ------ | ---- | ------ |
| 刘伯明 | 39岁 | 指挥长 |
| 景海鹏 | 38岁 | 操作手 |

#### 第二梯队
| 姓名   | 年龄 | 职责   |
| ------ | ---- | ------ |
| 翟志刚 | 39岁 | 指挥长 |
| 吴杰   | 42岁 | 操作手 |

### 各分系统负责人
- 航天员系统总指挥、总设计师：陈善广
- 飞船应用系统总指挥、总设计师：顾逸东
- 飞船系统总指挥：尚志，总设计师：张柏楠
- 火箭系统总指挥：刘宇，总设计师：刘竹生
- 发射场系统总指挥：张育林，总设计师：陆晋荣
- 测控通信系统总指挥：董德义，总设计师：于志坚
- 着陆场系统总指挥：隋起胜，总设计师：侯鹰

## 时间轴

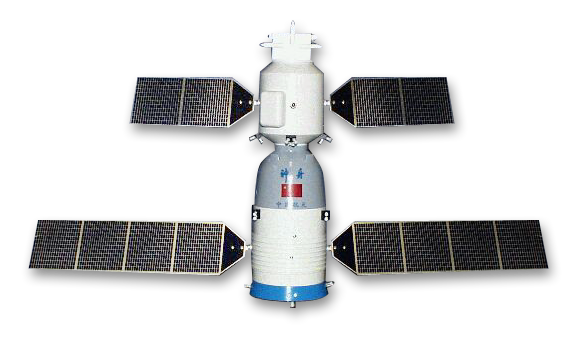
神舟六号载人飞船外观

以下时间使用北京時間（UTC+8）。

### 10月12日
- 06:15—06:17 太空人進入飛船
- 06:53 神舟六号返回舱舱门关闭
- 08:27 火箭发射塔操作支架完全打开
- 09:00:00 长征二号F型火箭点火
- 神舟六号模型（左侧）09:00:03.583 神舟六号發射

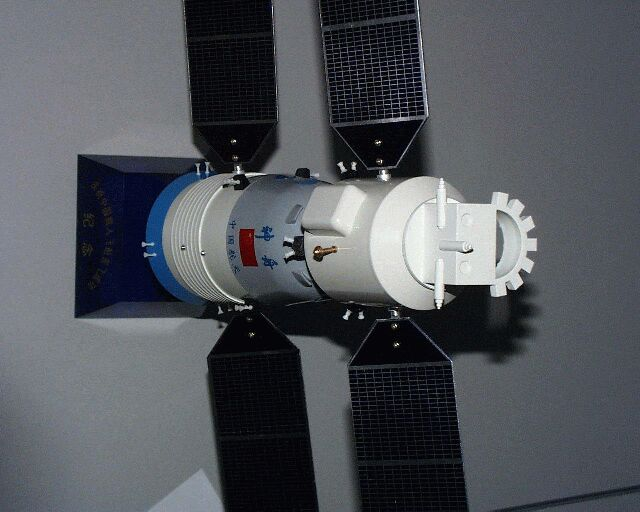
神舟六号模型（左侧）

- 09:02:03（点火后第120秒） 火箭抛弃逃逸塔

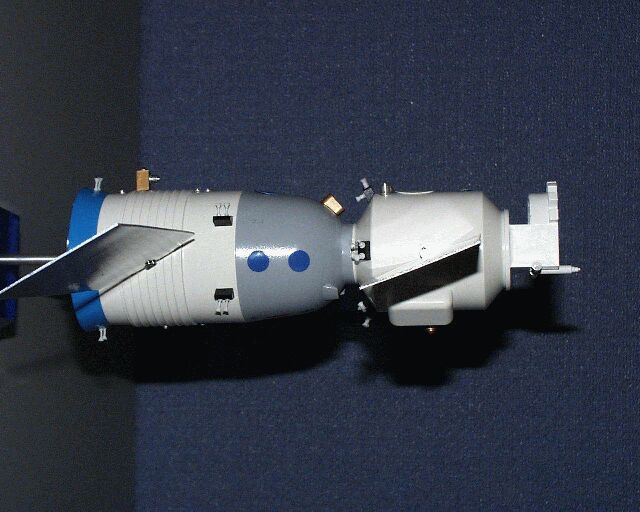
神舟六号模型（右侧）

- 神舟六号模型（右侧）09:02:19（点火后第136秒） 火箭助推器分离
- 09:02:42（点火后第159秒） 火箭一二级分离，一级火箭坠落
- 09:03:23（点火后第200秒） 整流罩在110公里高度脱离
- 09:09:43（点火后第583秒） 飞船与火箭在高度约200公里处分离成功
- 09:09:52 神舟六号进入预定轨道
- 16:56 神舟六号飞船实施变轨

### 10月13日
- 10:10 航天员进行在轨抗干扰试验

### 10月15日
- 02:21 远望一号、远望二号和远望三号所处海域海况恶化
- 05:56:00 神舟六号飞船进行变轨后的首次轨道维持
- 16:29—16:31 太空人與中共中央总书记、国家主席、中央军委主席胡錦濤對話。

### 10月17日
- 02:40 神舟六号围绕地球进入第76圈飞行，在青岛站测控区上空
- 02:44 神舟六号返回指令解锁
- 03:10 北京航天飞行控制中心调度员宣布，返回段跟踪进入30分钟准备
- 03:17 神舟六号正在南太平洋上空飞行
- 03:18 推进舱太阳帆板垂直归零
- 03:42 远望三号测量船捕获到神舟六号信号
- 03:43—03:48 远望三号测量船对神舟六号实施了姿态调整、轨道舱与返回舱分离、制动点火等一系列关键控制，神舟六号顺利进入预定返回轨道
  - 03:43 远望三号向神舟六号发出指令，神舟六号第一次调姿开始
  - 03:44 轨道舱与返回舱成功分离
  - 03:45 推进舱发动机点火，开始回航

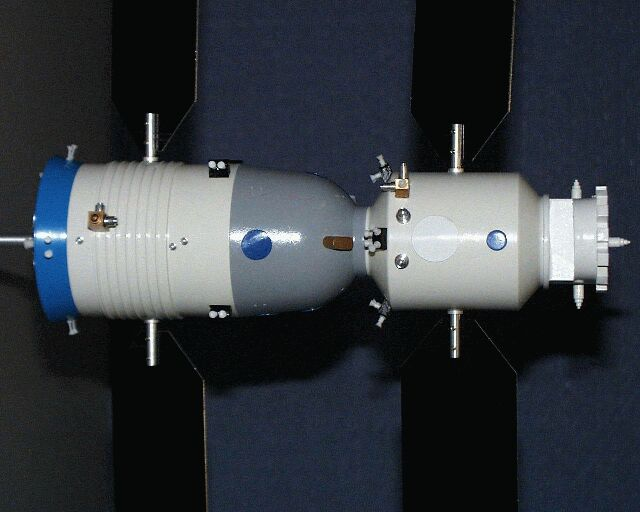
神舟六号模型（背面）

  - 神舟六号模型（背面）03:48:29 推进舱轨道控制发动机关机，飞出远望三号测量船测控段
- 03:52 返回舱飞过非洲大陆上空，向中国飞来
- 04:02 返回舱飞过南亚上空，航天员报告飞船工作正常，感觉良好
- 04:07 推进舱与返回舱成功分离
- 04:13 返回舱进入通讯黑障区
- 04:16 着陆场站测控设备发现飞船
- 04:19 返回舱主伞舱盖打开
- 04:20 脱减速伞，主伞打开，直升机目视到目标
- 04:23 返回舱防热大底成功抛掉
- 04:33 返回舱成功着陆
- 05:04 返回舱舱门被打开
- 05:39 两名太空人费俊龙和聂海胜离开返回舱

## 技术改进
飞船上新增加了40余台设备和6个软件，使飞船的设备达到600余台，软件82个，元器件10万余件，做出了四个方面110项技术改进。
- 围绕两人多天任务的改进：食品柜得到真正使用，通过水箱和单独的软包装两种方式准备了航天员用水。扩大了冷凝水箱，把所有裸露管线都贴上了吸水材料，确保飞船相對湿度控制在80%以下。
- 轨道舱功能使用方面的改进：放置了食品加热装置和餐具等。轨道舱中挂有一个睡袋，供两名航天员轮流休息用。轨道舱中还有一个专门的清洁用品柜，航天员可以用里面的温巾等物品进行清洁。大小便收集装置这次也是首次使用。
- 提高航天员安全性的改进：对航天员的坐椅缓冲器进行了重新设计，使返回前坐椅提升后航天员可以看到舷窗外的情况。研制成功了返回舱与轨道舱之间的舱门密闭快速自动检测装置。研制出一种专用抹布，这种布不产生纤维、静电、异味，专门用来清洁舱门。
- 持续性改进：“黑匣子”不仅存储量比原来大了100倍，而且数据的写入和读出速度也提高了10倍以上，体积却不到原来的一半。

动的心肌细胞和贴壁伸展装着激活剂与固定剂的两种胶囊，激活或固定活体细胞，考察在飞船入轨前与入轨后不同重力条件下细胞样品的状态与变化。

神舟五号和六号的外观设计
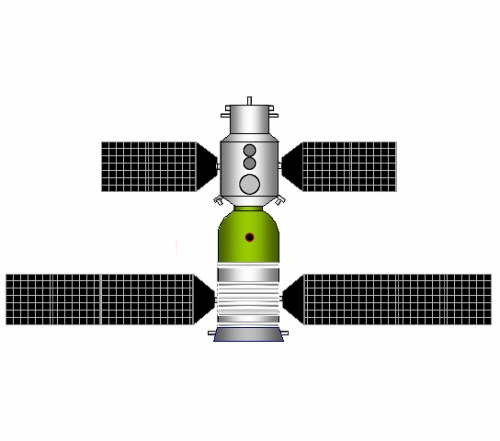
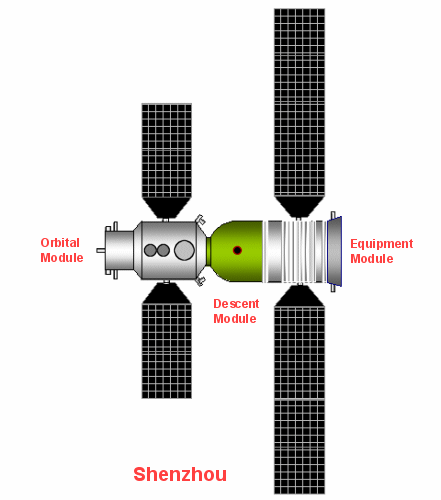

## 测控

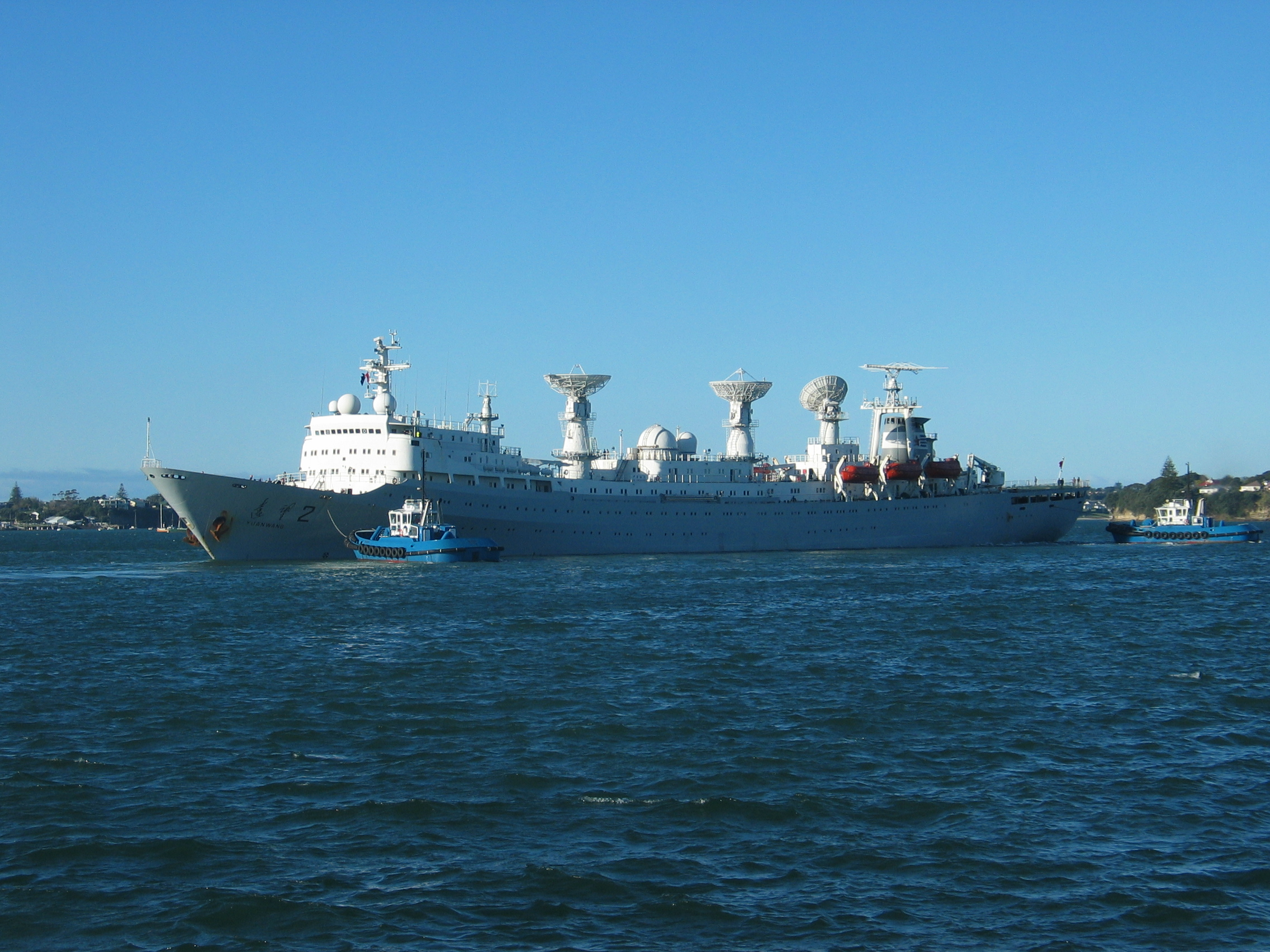
2005年10月27日远望二号测量船完成对神舟六号的测控工作后在新西兰奥克兰瓦依提马它港湾进行再补给。

神舟六号的测控工作是由20个陆地站和4艘远望号测量船来完成的。20个陆地站中还包括了唯一一所中国国境外位于纳米比亚斯瓦科普蒙德的陆地站。4艘远望号测量船分别分布于：
- 远望一号 黄海
- 远望二号 法属波利尼西亚西南1500公里/900海里处
- 远望三号 大西洋纳米比亚沿岸
- 远望四号 印度洋西澳大利亚沿岸

## 评价

### 大中华地区
- 中华人民共和国国务院总理温家宝代表党中央、国务院、中央军委讲话，祝贺飞船发射成功，并向参加工程的全体科学技术人员、干部职工、人民解放军指战员表示衷心的祝贺和亲切的慰问。[20]
  -  香港特别行政区行政长官曾蔭權代表全港市民最热烈祝贺神舟六号载人航天飞船成功发射升空和胜利着陆。[21]
- 中華民國中國國民黨荣誉主席连战：“神舟六号”载人航天飞船成功发射与返回，非常了不起，是非常重大的成就，是非常值得骄傲的事情。[22]

### 国际人士
- 联合国秘书长科菲·安南10月17日通过其发言人杜加里克对神舟六号载人航天飞船顺利返回表示祝贺。安南同时指出,外太空是没有国界的,这次中国成功完成航天任务,代表人类和平利用太空的能力又向前跨出一步。[23]
- 美国国务院发言人埃雷利表示[24]，中国是全球第三个国家能成功发展载人航天科技的国家，美国欢迎中国和平发展太空研究。
  - 美国太空总署署长格里芬10月12日发表声明[25]，指神舟六号升空证明中国已跻身“精英国家”之列。声明指，“中国再次展示，她是其中一个能载人上太空的‘精英国家’之一。我们祝愿他们任务顺利，并期待他们的太空人安全归来”。
- 俄罗斯航天局副主管莫尔西耶夫说[26]：“再有强国加入这个太空俱乐部。我们期望在所有范畴上跟他们进一步合作，包括载人航天飞行。”他又指，俄罗斯正「密切关注」中国的太空计划。
- 欧洲空间局比利时籍宇航员费兰克·温通过电话祝第二次载人航天飞行发射成功，并祝中国同行太空旅行顺利。[27]
- 法国总统希拉克发出贺电，祝贺神六在飞行过程中的成功，也祝贺中国航天事业的发展，这也是第一批西方大国元首发出的贺电。[28]
- 日本内阁官房长官细田博之[29]亦祝贺中国神舟六号发射成功，并表示这与中国增加的军事威胁没有关系。

## 纪念
依照惯例，神舟六号着陆点修建了纪念碑。